# Veliko Krčevo
Veliko Krčevo falu Horvátországban, a Sziszek-Monoszló megyében. Közigazgatásilag Majurhoz tartozik.

## Fekvése
Sziszek városától légvonalban 25, közúton 38 km-re délkeletre, községközpontjától légvonalban 4, közúton 5 km-re északra Sunja középső folyásánál, a folyó bal partján, Svinica és Graboštani között fekszik.

## Története
Az innen északkeletre fekvő Malo Krčevo határában a sv. Stjepan nevű lelőhelyen található régészeti leletek alapján bizonyosra vehető, hogy már a középkorban is állt itt település. A vidéket 15. századtól többször támadta a török. A török támadások különösen 1463, Bosznia török kézre jutása után erősödtek fel. A község területe a 16. században már teljesen lakatlan volt. Az 1683 és 1699 között zajlott felszabadító harcokat a karlócai béke zárta le, melynek eredményeként a török határ az Una folyóhoz került vissza. 1696-ban a szábor a bánt tette meg a Kulpa és az Una közötti határvédő erők parancsnokává, melyet hosszas huzavona után 1704-ben a bécsi udvar is elfogadott. Ezzel létrejött a Báni végvidék, horvátul Banovina, vagy Banja. A kiürült területre megkezdődött a keresztény lakosság betelepítése. A község területére a török kézen maradt Boszniából horvát lakosság települt át. Az osztrák generálisok védelmi célból a Zrínyi-hegység vidékére a török határövezetből érkezett pravoszláv katonákat, köznevükön martalócokat telepítettek be. Így ez a terület vegyes etnikai összetételű lett. Krčevo területére pravoszláv lakosság érkezett, a község más településein viszont a horvátok voltak többségben.
Krčevo első írásos említése 1673-ban még birtokként „Krch allodium” néven történt.
A település 1773-ban az első katonai felmérés térképén „Dorf Kerchovo” néven szerepel. Lipszky János 1808-ban Budán kiadott repertóriumában „Kerchevo” néven szerepel.  Nagy Lajos 1829-ben kiadott művében ugyancsak „Kerchevo” néven 34 házzal és 173 lakossal találjuk. A katonai határőrvidék kialakítása után a Petrinya központú második báni ezredhez tartozott. A katonai közigazgatás megszüntetése után Zágráb vármegye részeként a Petrinyai járás része volt.
Krčevonak 1857-ben 350, 1910-ben 537 lakosa volt. 1918-ban az új szerb-horvát-szlovén állam, majd később Jugoszlávia része lett. Különösen nehéz időszakot élt át a térség lakossága a II. világháború alatt. 1941-ben a németbarát Független Horvát Állam része lett, de a lakosság egy része felkelt az új rend ellen. 1948-ban Krčevo két településre vált szét. A kisebb északi rész Malo Krčevo néven kivált belőle, míg a nagyobbik rész a Veliko Krčevo nevet kapta. A délszláv háború előtt csaknem teljes lakossága szerb nemzetiségű volt. 1991. június 25-én a független Horvátország része lett. A délszláv háború idején szerb lakossága a JNA erőihez csatlakozott. A Krajinai Szerb Köztársasághoz tartozott. 1995. augusztus 6-án a Vihar hadművelettel foglalta vissza a horvát hadsereg. A szerb lakosság többsége elmenekült. A településnek 2011-ben 79 lakosa volt.

## Népesség
| Lakosság változása | Lakosság változása | Lakosság változása | Lakosság változása | Lakosság változása | Lakosság változása | Lakosság változása | Lakosság változása | Lakosság változása | Lakosság változása | Lakosság változása | Lakosság változása | Lakosság változása | Lakosság változása | Lakosság változása | Lakosság változása |
| ------------------ | ------------------ | ------------------ | ------------------ | ------------------ | ------------------ | ------------------ | ------------------ | ------------------ | ------------------ | ------------------ | ------------------ | ------------------ | ------------------ | ------------------ | ------------------ |
| 1857               | 1869               | 1880               | 1890               | 1900               | 1910               | 1921               | 1931               | 1948               | 1953               | 1961               | 1971               | 1981               | 1991               | 2001               | 2011               |
| 350                | 328                | 362                | 438                | 459                | 537                | 506                | 476                | 308                | 342                | 316                | 235                | 188                | 154                | 112                | 79                 |

(1931-ig Krčevo néven Malo Krčevo lakosságával együtt.)